# Bergstruisriet
Bergstruisriet (Calamagrostis varia) is een overblijvende plant uit de grassenfamilie (Poaceae). De soort komt van nature voor in Midden- en Zuid-Europa. Het aantal chromosomen is 2n = 28.
De polvormende plant wordt 50-120 cm hoog en vormt korte wortelstokken. Er worden talrijke jonge scheuten gevormd, die uit de basis van de onderste bladscheden tevoorschijn komen. De rechtopstaande, onvertakte stengels zijn glad en slechts een beetje ruw onder de pluim. De stengel heeft drie tot vier knopen. De aan de bovenzijde donkergroene bladeren zijn 10-25 cm lang en 3-8 mm breed. De onderzijde is lichtgroen. Ze zijn aan beide zijden ruw door de stekelig behaarde nerven. Het tongetje is 2-4 mm lang en heeft een vliezige rand.
Bergstruisriet bloeit van juli tot in september. De bloeiwijze is een 6-18 cm lange en 1-3 cm brede pluim. Het steeltje van het 4-5 mm lange aartje is 1-5 mm lang. Het enkelbloemige aartje is groen of strokleurig en iets paars aangelopen. De 4-5 mm lange kafjes hebben een spitse punt. Het 3,5-4 mm lange onderste kroonkafje heeft vijf nerven en heeft een 4-5 mm lange, knievormige kafnaald. De bloem heeft twee stempels en drie meeldraden, waarvan de helmknop 2 mm lang is.
De vrucht is een graanvrucht.

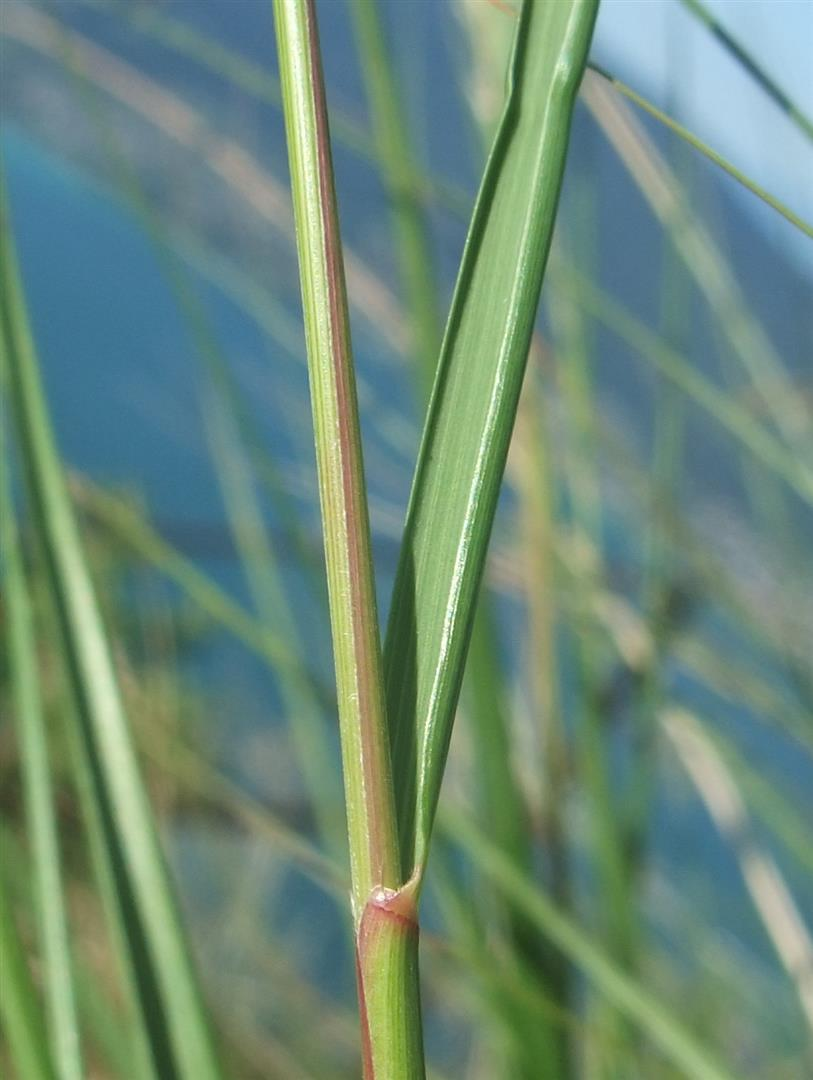
Blad
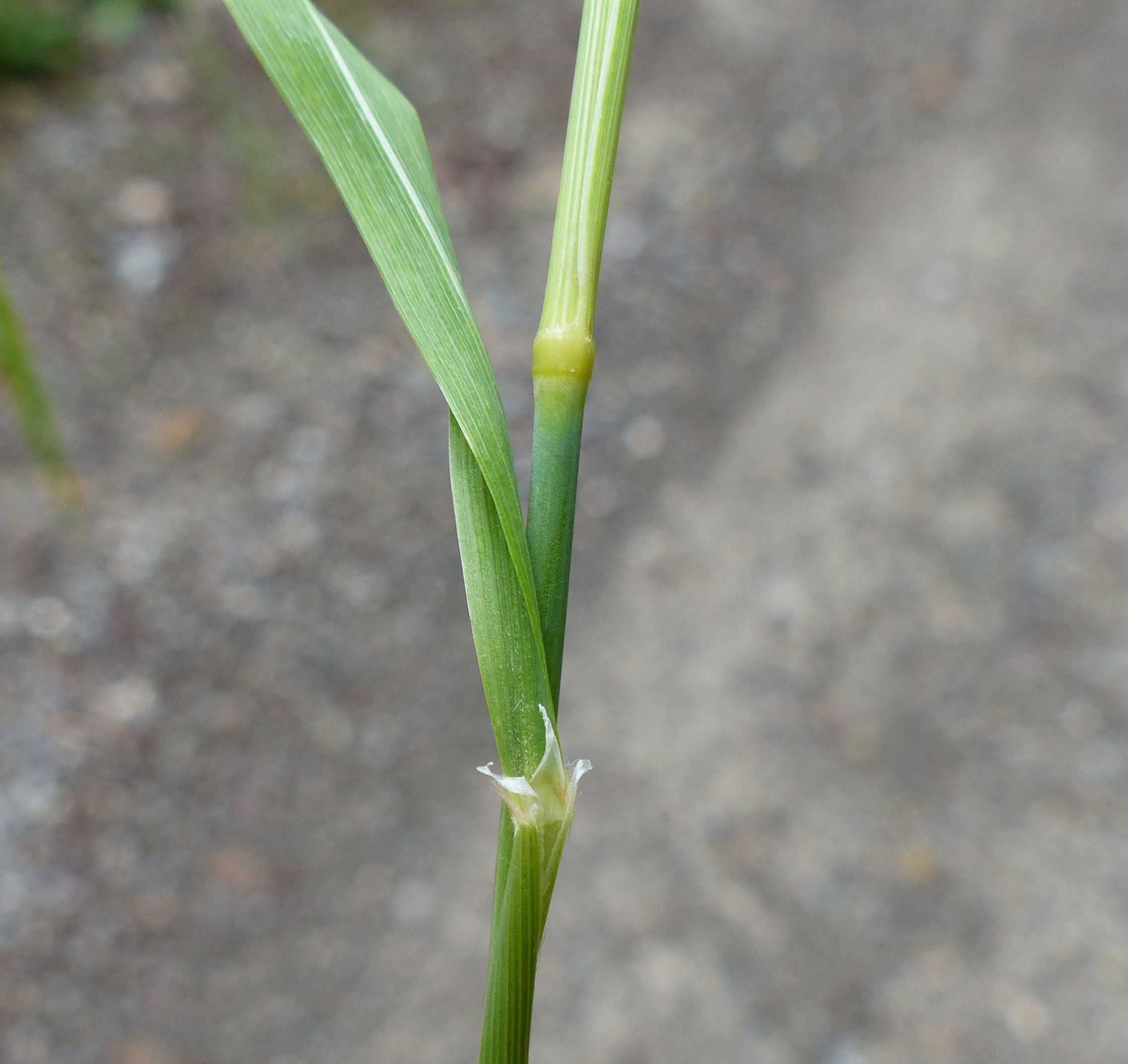
Tongetje
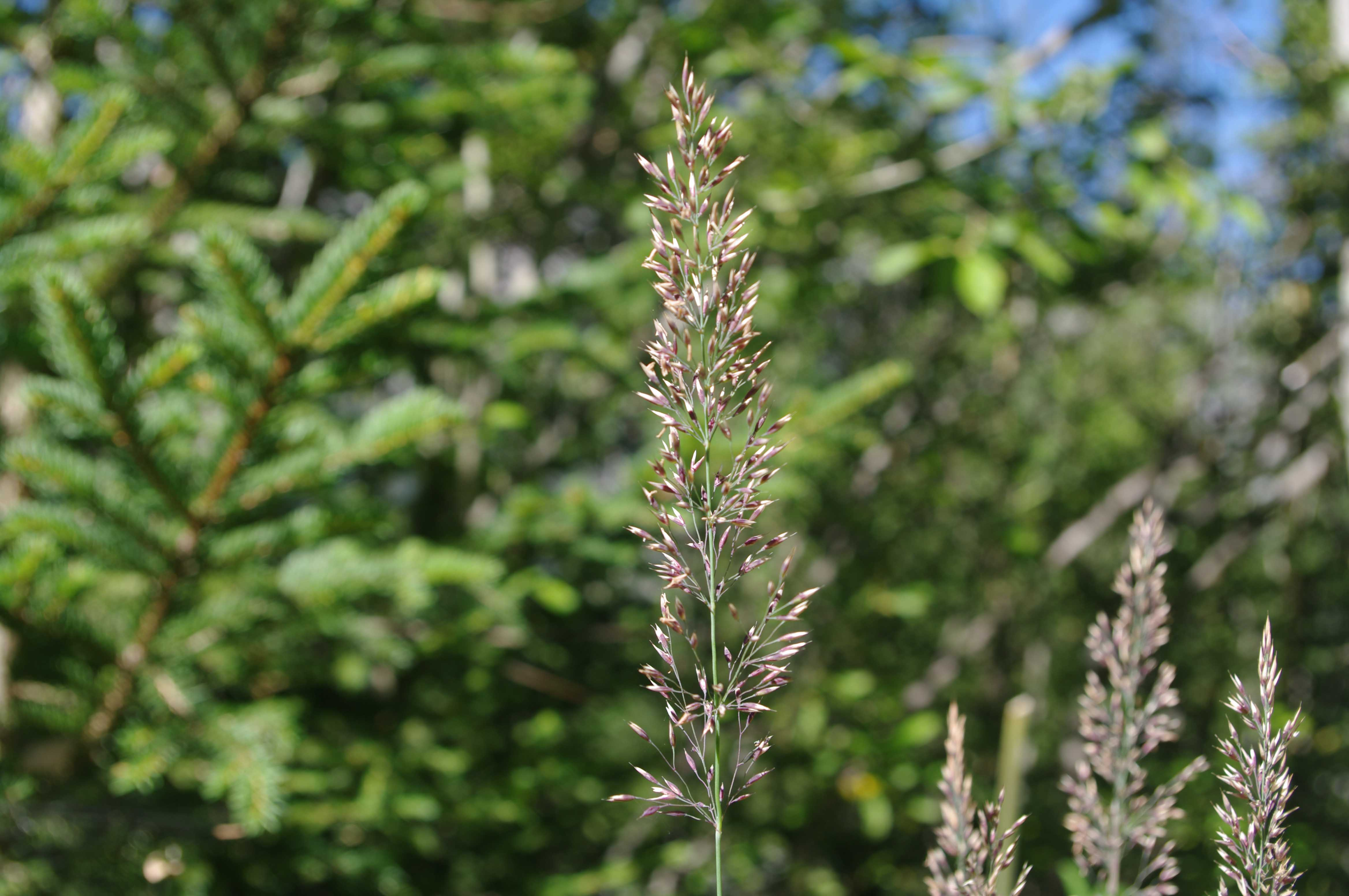
Bloeiwijze
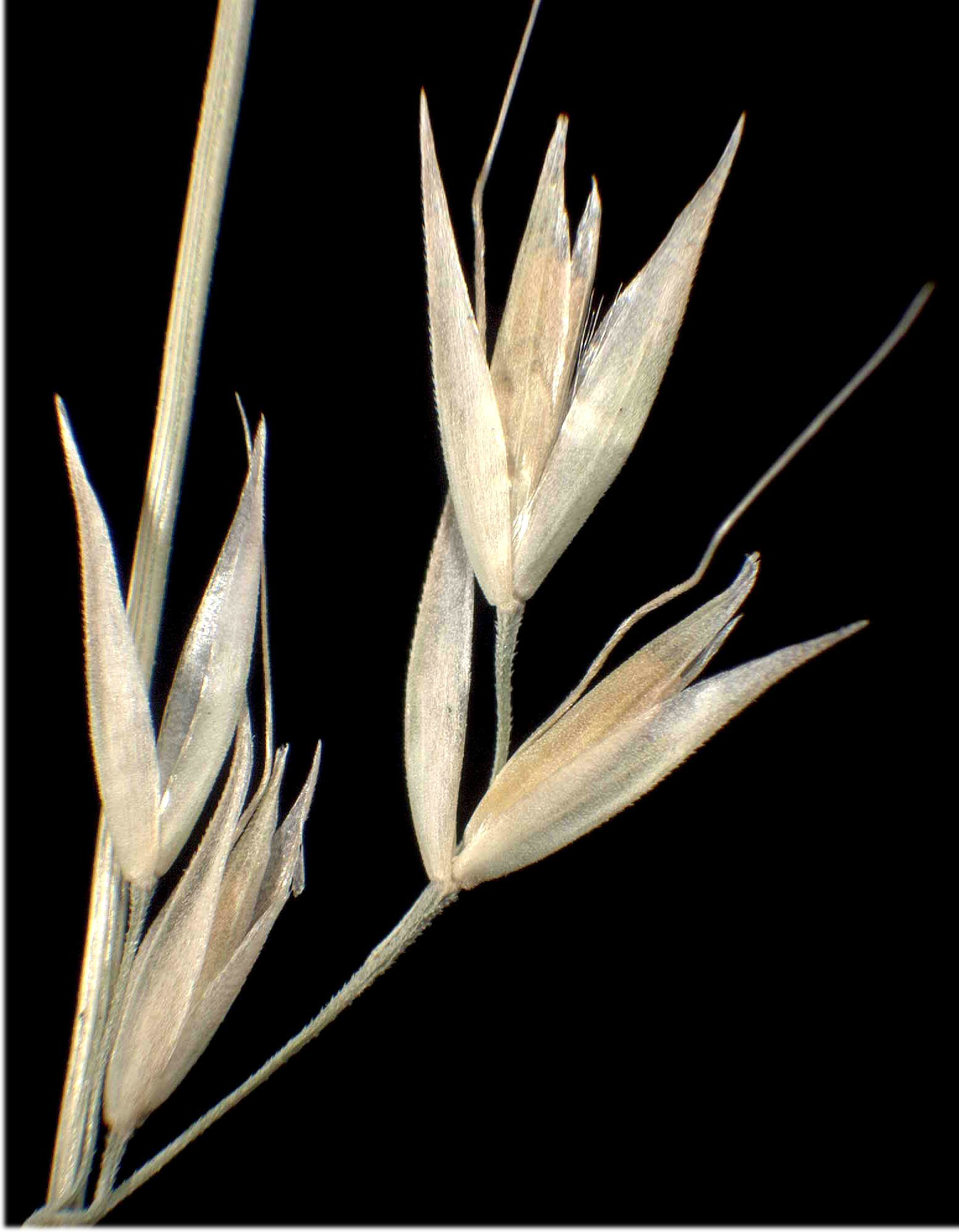
Aartjes
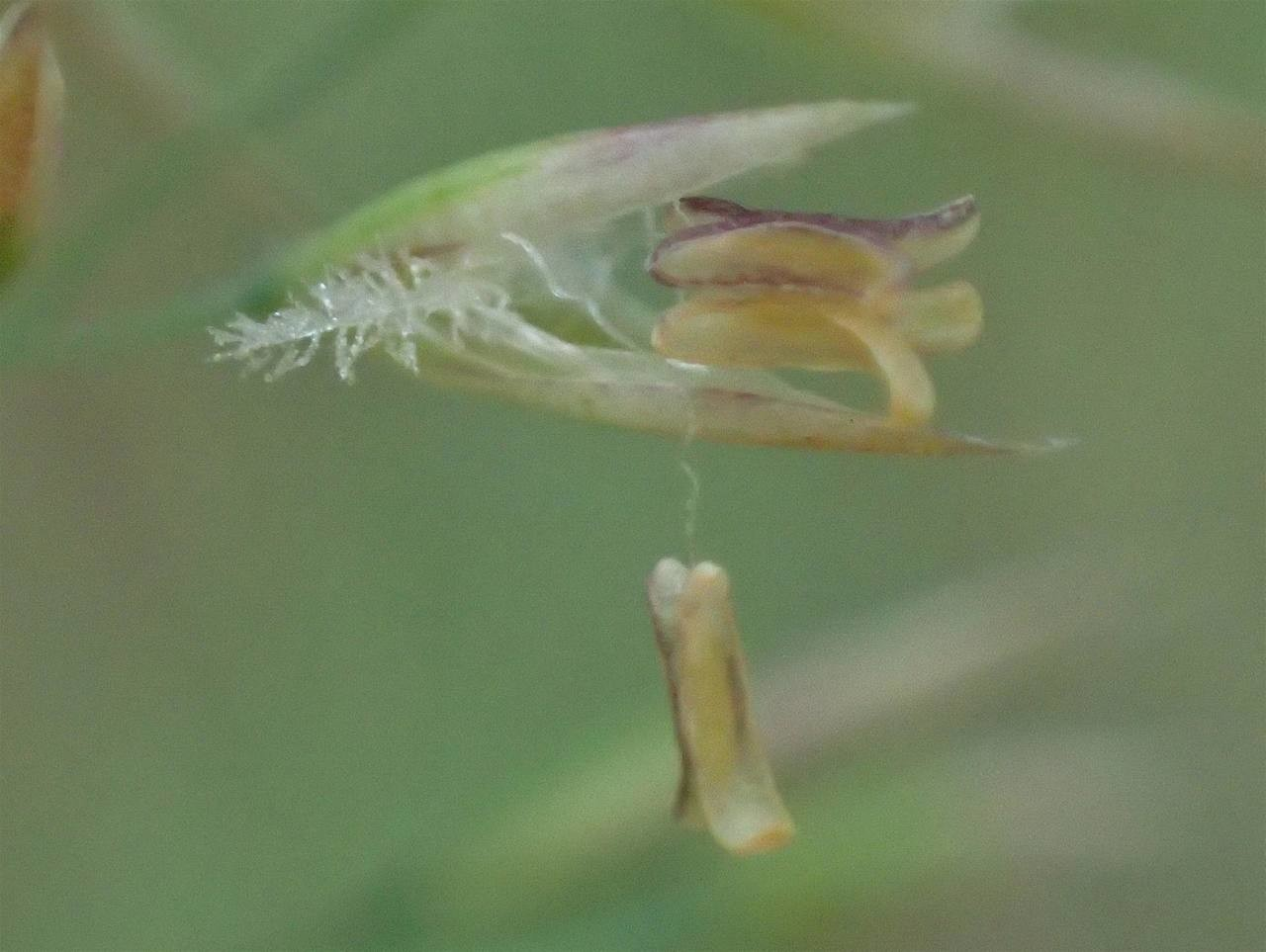
Aartje in bloei

Bergstruisriet komt voor op stenige plaatsen en in bossen.